# Niaszaboż
Niaszaboż (ros. Няшабож) – wieś (dieriewnia) w Rosji, w Republice Komi, w rejonie iżemskim. W 2010 liczyła 614 mieszkańców.